# Shōgakukan

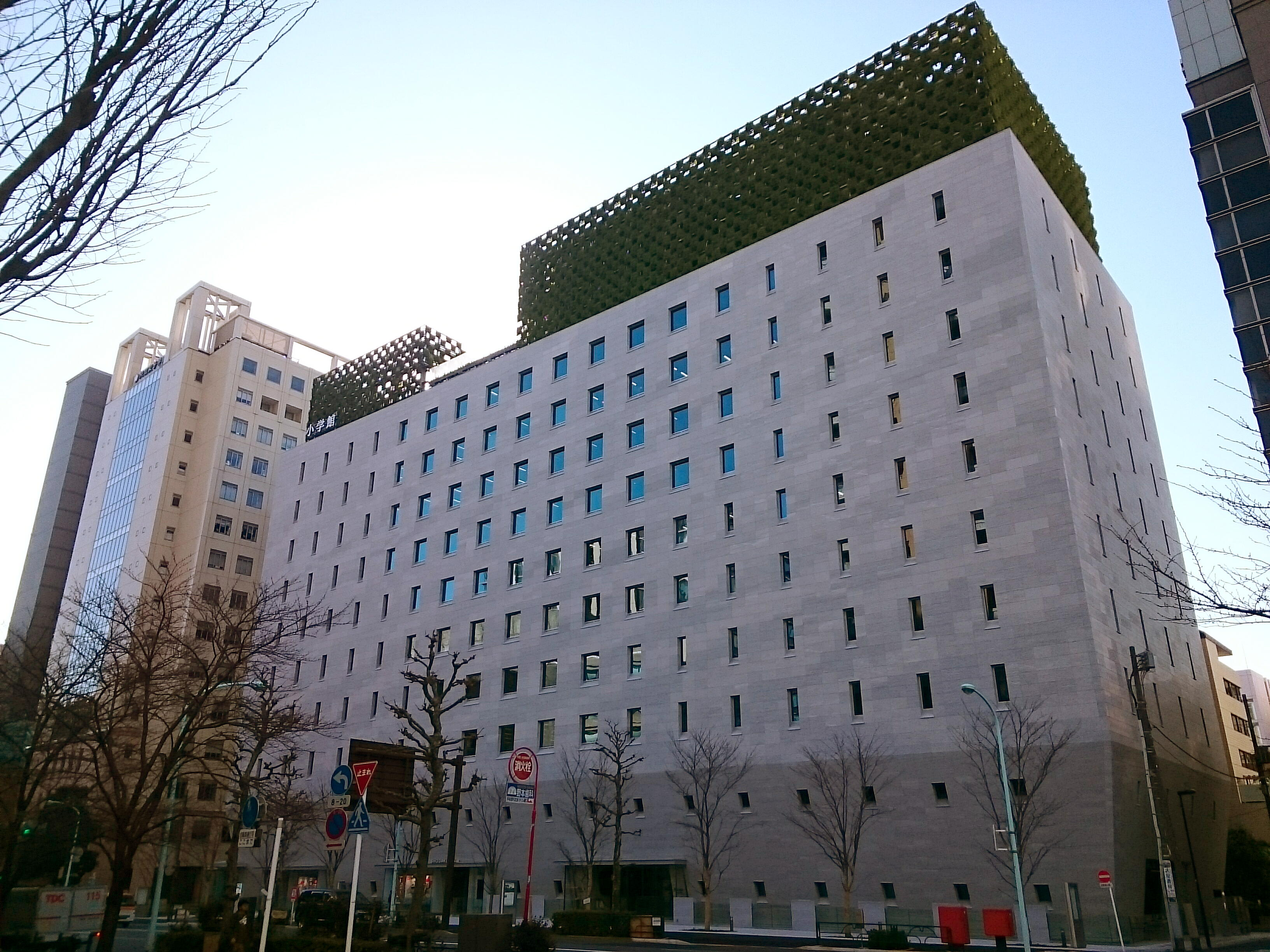
Firmenhauptgebäude von Shōgakukan in Chiyoda, Tokio 2016

Shōgakukan (jap. 株式会社 小学館 Kabushiki-gaisha Shōgakukan, englisch Shogakukan Inc.) ist ein japanischer Verlag, der außerhalb Japans vor allem für sein großes Sortiment an Mangas bekannt ist. Darüber hinaus veröffentlicht das 1922 als Verlag für Lehrmaterialien gegründete Unternehmen Magazine, Bilderbücher, Enzyklopädien und Romane und erwirtschaftet einen Umsatz von fast 100 Mrd. Yen (Stand 2017). Er gehört mit Shūeisha und Hakusensha zum Keiretsu des Familienkonzern der Hitotsubashi Group. Der Verlag verleiht seit 1955 jährlich den Shōgakukan-Manga-Preis an Manga-Zeichner.

## Geschichte
Der Verlag wurde am 8. August 1922 durch Takeo Ōga (相賀 武夫) ursprünglich als Vertrieb von Lehrmagazine für Grundschüler der fünften und sechsten Klasse gegründet. 1926 gründete Shōgakukan den Shūeisha-Verlag, aus dem wiederum der Hakusensha-Verlag hervorging.
Nach dem Zweiten Weltkrieg wurde der Verlag neu gegründet und gab erneut Lernmaterialien heraus. Später erschien auch Belletristik, vor allem Sammlungen von Weltliteratur, für Schulkinder sowie Mangas. Das erste Manga-Magazin des Verlags war Shōnen Sunday, das seit 1959 wöchentlich erscheint. 1962 begann Shōgakukan mit der Veröffentlichung von Enzyklopädien und Lexika, insbesondere auch in illustrierter Form. Es folgte der Start von Magazinen für das erwachsene Publikum.
Gemeinsam mit Shūeisha etablierte Shōgakukan den Viz-Media-Verlag in den Vereinigten Staaten. Momentan leitet Masahiro Ōga (相賀 昌宏), der Enkel des Gründers, den Verlag. Im August 2009 erwarb Shōgakukan gemeinsam mit Shūeisha das schweizerische Unternehmen Anime Virtual und die französische Vertriebsfirma Kazé.

## Verlagsprogramm
Der Verlag gibt heutzutage immer noch Schulbücher heraus, aber auch Kinderbücher, Belletristik, Bildbände, Atlanten, Lexika, Enzyklopädien, Wörterbücher, Ratgeber, Mangas und eine Vielzahl von Manga-Magazinen und Magazinen für das allgemeine Publikum gehören zum Programm. Viele der Magazine und Bücher werden auch online und als E-Book veröffentlicht. Das Unternehmen beteiligt sich auch an der Produktion von Adaptionen ihrer verlegten Werke, an der Lizenzierung von Merchandising und 

### Manga
Der Verlag bringt seit 1959 diverse wöchentlich und monatlich erscheinende Manga-Magazine heraus. Die darin veröffentlichten Serien werden teils später gesammelt in Taschenbüchern herausgebracht. Daneben betreibt Shōgakukan das Online-Manga-Portal MangaOne und das Online-Magazin Ura Sunday.
laufend
- Bessatsu Shōjo Comic, seit 1970
- Bessatsu CoroCoro Comic, seit 1981
- Big Comic, seit 1968
- Big Comic Original, seit 1974
- Big Comic Spirits, seit 1980
- Big Comic Superior, seit 1987
- Cheese!, seit 1996
- Ciao, seit 1977
- Ciao Deluxe, seit 2014
- CoroCoro Comic, seit 1977
- CoroCoro Ichiban, seit 2011
- Flowers, seit 2002
- Gessan, seit 2009
- Petit Comic, seit 1977
- Shōjo Comic, seit 1968
- Shōnen Sunday, seit 1959
- Sunday GX, seit 2000

eingestellt
- Big Comic for Lady
- Ikki
- Judy
- Pochette
- Pyonpyon
- Young Sunday

### Magazine
Viele der Magazine erscheinen auch als Online-Ausgabe.
Lehr- und Lernmagazine
- Baby Book, seit 1968
- Mebae, seit 1958
- Nyugaku Junbi – Gakushu Yochien, seit 1982
- Ohisama, seit 1995
- Pucchigumi, seit 2006
- Shin Yoji to Hoiku, seit 2011
- Sho 1-6 Kyoiku Gijitsu, seit 1927
- Shogaku 1 Nensei, seit 1925
- Sogo Kyoiku Gijitsu, seit 1946
- Terumi (Braille-Bildermagazin), seit 1983
- TV Kun, seit 1976
- Yochien, seit 1931

Sonstige
- Be-Pal, seit 1981
- Biteki, seit 2001
- CanCam, Seit 1981
- Dime, seit 1986
- Domani, seit 1996
- Josei Seven, seit 1963
- Men’s Precious, seit 2010
- Oggi, seit 1992
- Precious, seit 2004
- Sapio, seit 1989
- Serai, seit 1989
- Waraku, seit 2001
- Weekly Post, seit 1969

## Tochterunternehmen
- Shogakukan-Shueisha Productions
- Showatosho
- Shogakukan Publishing Service
- Suuri-Keikaku
- Shodensha Publishing
- Shorinsha
- Showa Bright
- Shogakukan Creative
- NetAdvance
- Shogakukan Media Promotion
- Shogakukan Square
- Shogakukan Image
- Shogakukan Naning
- Engekishuppan
- Kudan Pulse
- Shogakukan Real Estate Developement
- Viz Media
- Shogakukan Asia
- Shogakukan Taiwan

Quelle: Shogakukan Company Profile